# Heinrich von Scholl

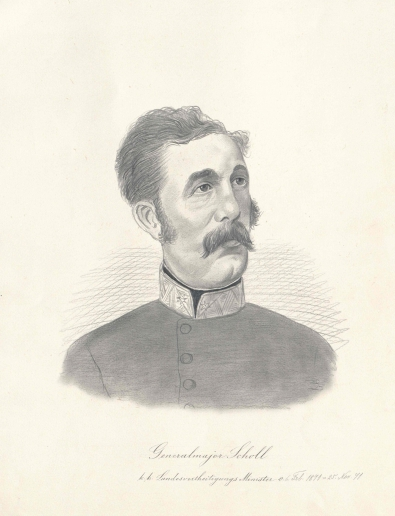
Heinrich von Scholl (1815–1879)

Heinrich Freiherr von Scholl (* 27.  April 1815 in Venedig; † 15. Mai 1879 in Görz) war ein österreichischer Generalmajor und Festungstechniker. 1871 war er kurzzeitig auch k.k. Landesverteidigungsminister.

## Leben
Seine Eltern waren der Offizier sowie Ingenieur für Festungsbau Franz von Scholl und dessen Ehefrau Santina von Resic verwitwete Marchesa Vasques-Pinos.  Am 26. April 1833 erfolgte aufgrund der Verdienste seines Vaters die Erhebung der Familie Scholls in den österreichischen Freiherrenstand.
Heinrich von Scholl besuchte 1829–34 die Ingenieur-Akademie in Wien. Heinrich wurde 1834 als Kadett dem Ingenieur-Korps zugeteilt. 1835 wurde er Unterleutnant, 1839 Oberleutnant, 1842 Hauptmann 2. Klasse, 1848 Hauptmann 1. Klasse und 1851 Major. Er wurde 1855 zum Oberstleutnant, 1860 zum Oberst und 1867 zum Generalmajor befördert. 
Er wirkte als Festungstechniker ab 1838 in Graz, 1845 in Salzburg sowie in der Festung Linz, kam noch im selben Jahr zu der von Österreich verwalteten Festung Mainz. Ab 1850 war er in Wien tätig. Er projektierte die Neubefestigung der Stadt Venedig, die er 1859/60 auch ausführte. Im Krieg von 1866 überwachte er als Geniedirektor von Olmütz die Verteidigungsinstandsetzung der Festung. 
1867 wurde er zum Vorsitzenden des engeren Komitees der zwei Jahre nach dem großen Donauhochwasser 1862 eingesetzten Wiener Donauregulierungskommission gewählt. Er hatte so maßgeblichen Anteil am Zustandekommen des 1869 bis 1884 realisierten Projekts der Wiener Donauregulierung.
Heinrich von Scholl fungierte unter den Ministerpräsidenten Karl Sigmund von Hohenwart und Ludwig von Holzgethan von Februar bis November 1871 als k.k. Landesverteidigungsminister und trat Ende des Jahres 1871 in den Ruhestand.